# Raknehaugen

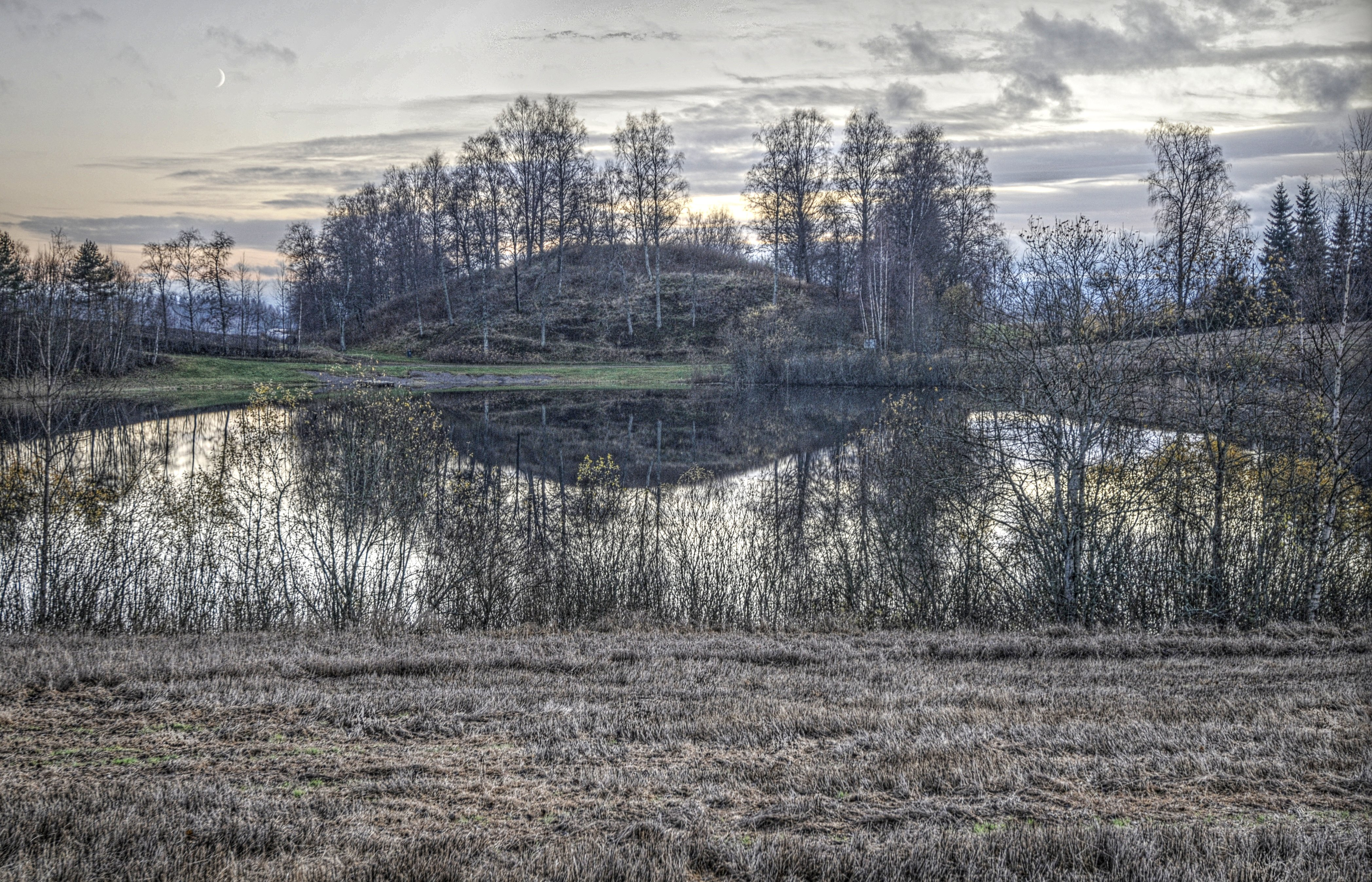
Raknehaugen.

Raknehaugen är Nordens största gravhög, belägen på Hovin i Ullensakers kommun i Akershus fylke i Norge.
Raknehaugen är 77 meter i diameter och var ursprungligen 18 meter hög. Enligt sägnen är den rest över en kung som begravdes mellan två vita hästar. 1869–1870 grävde Anders Lorange ut högen utan att finna några spår efter begravning. 1939–1940 genomförde Sigurd Grieg en fullständig undersökning av Raknehaugen. Den visade sig då vara byggd av åkerjord, sand och lera, lagt ovanpå tre stora, konformade konstruktioner av timmer. Ingen säker grav hittades, bara några eldstäder, rester av brända ben och ett par träspadar.
Man gissade länge att Raknehaugen endast var en minneshög (kenotaf) för en småkung, eller att den var en så kallad tingshög. Dagfinn Skre fastställde emellertid 1997, med hjälp av en mindre efterundersökning av högen och en ny genomgång av dokumentationen från Griegs utgrävning, att det på högens botten faktiskt fanns spår efter en enkel brandgrav.
Det har rått oenighet om dateringen av Raknehaugen. C14-dateringar av material från högen tyder emellertid på att gravhögen uppfördes under sen folkvandringstid, kanske omkring 550 e.Kr.